# Masato Kurogi
Masato Kurogi (黒木 聖仁 Kurogi Masato?), född 24 oktober 1989 i Miyazaki prefektur, är en japansk fotbollsspelare.
Kurogi började sin karriär 2008 i Cerezo Osaka. Han spelade 56 ligamatcher för klubben. 2014 flyttade han till V-Varen Nagasaki. 2016 flyttade han till Ventforet Kofu. Han gick tillbaka till V-Varen Nagasaki 2018.